# Scottish National Gallery

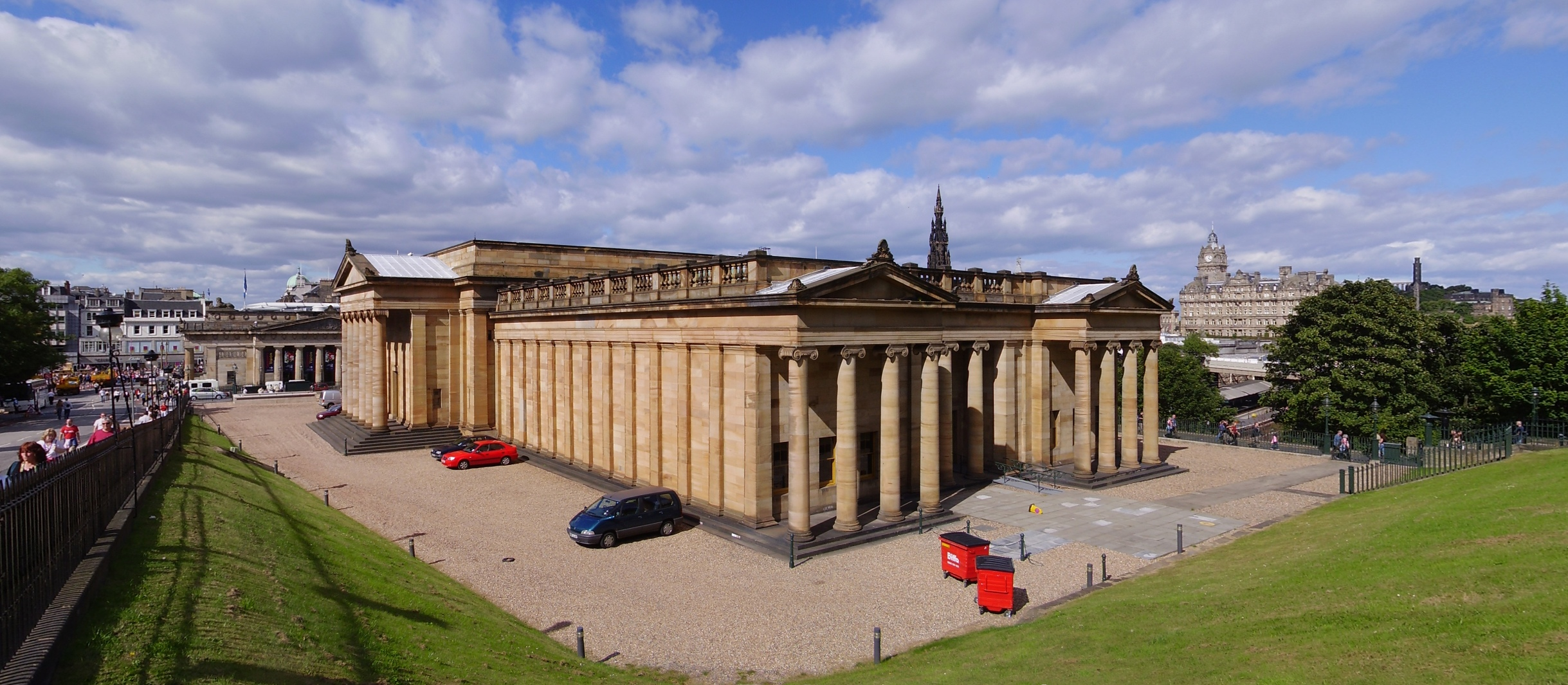
Scottish National Gallery sett söderifrån.

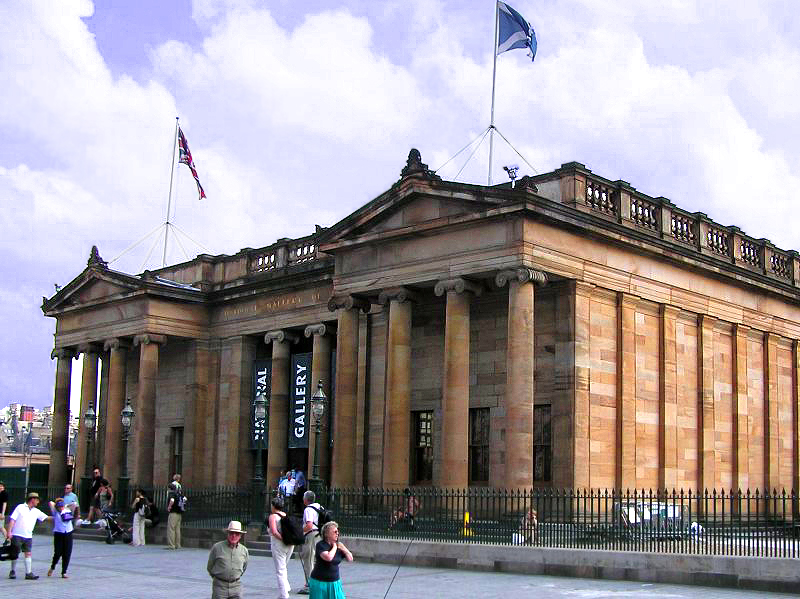
Scottish National Gallery sett norrifrån.

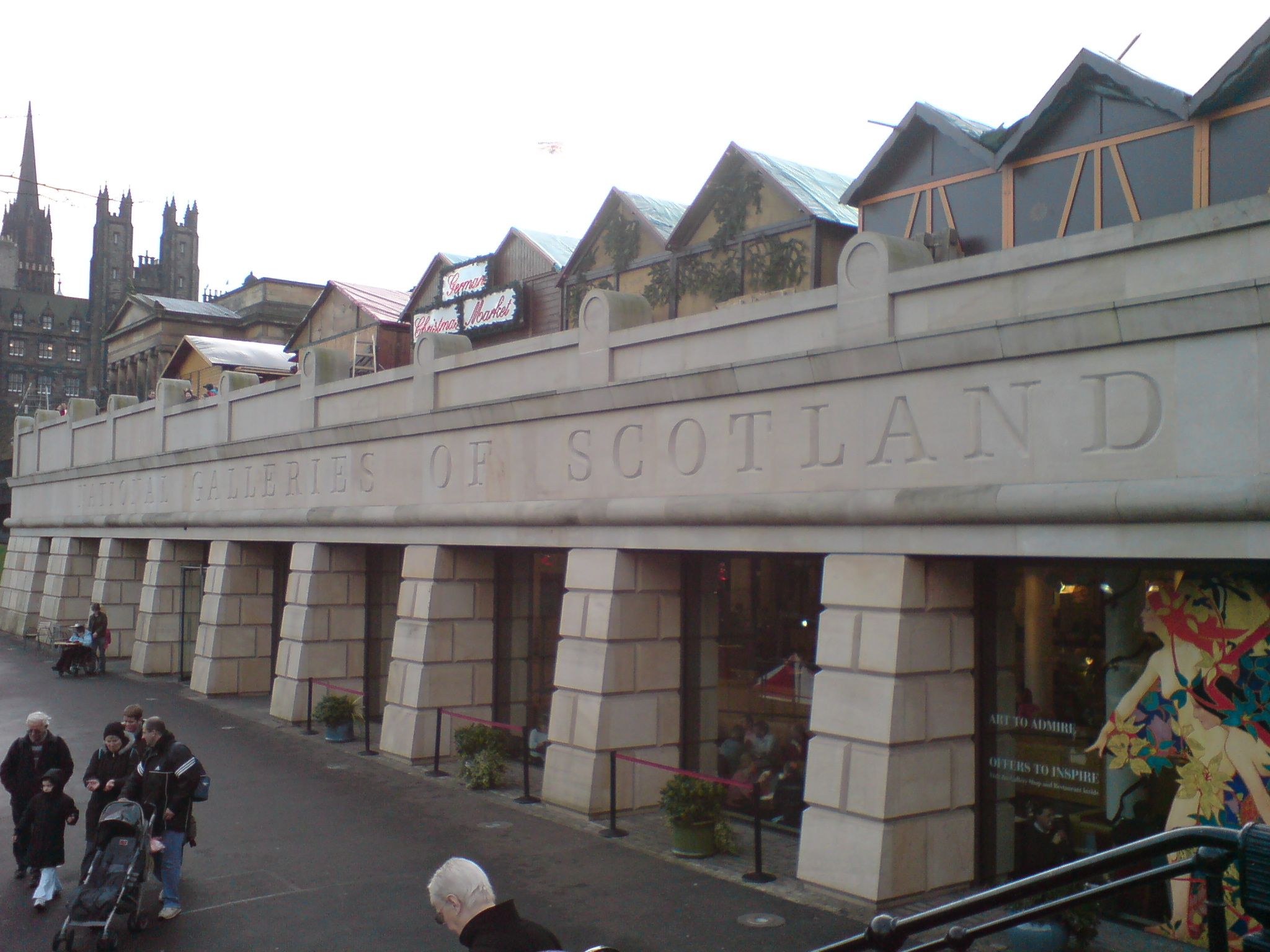
Entrén till Scottish National Gallery.

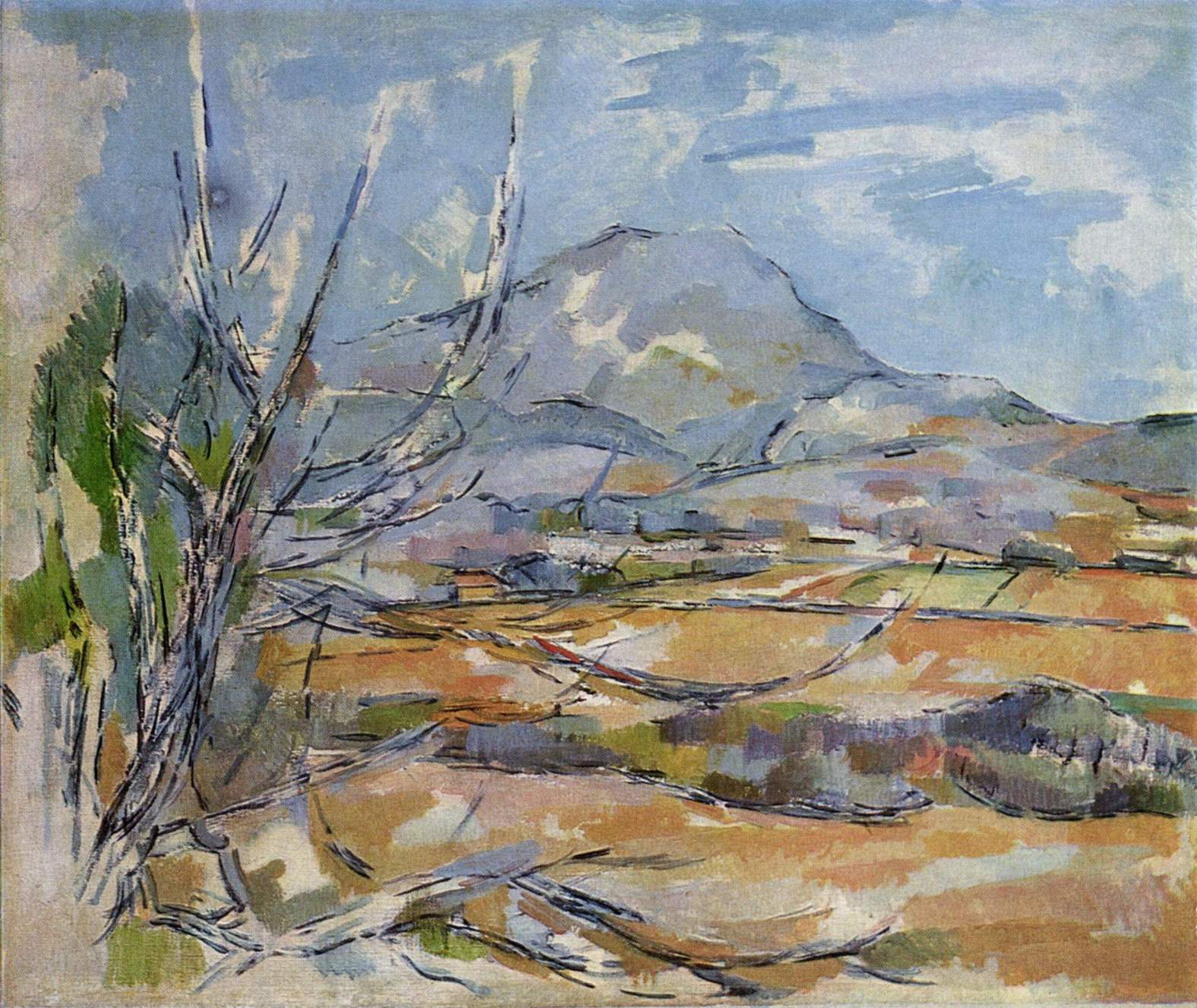
Montagne Sainte-Victoire av Paul Cézanne.

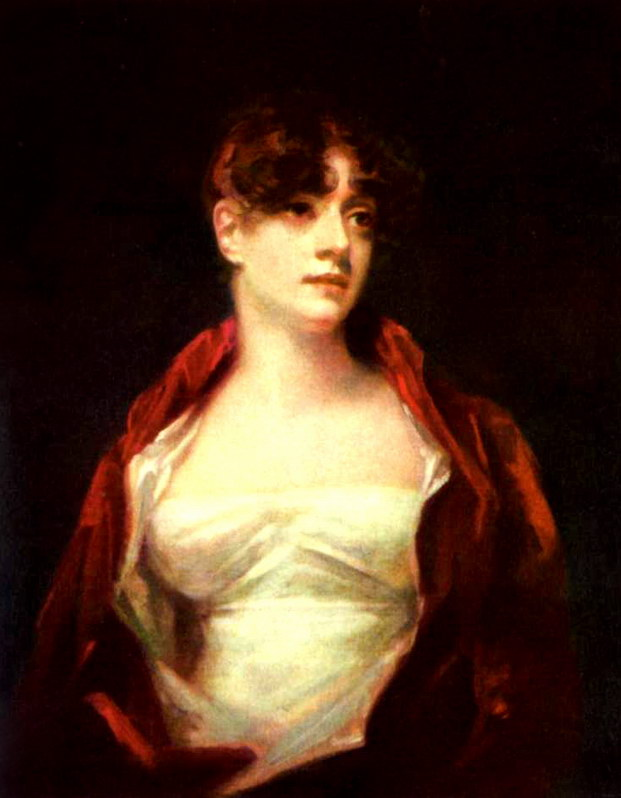
Fru Robert Scott Moncrieff av Henry Raeburn.

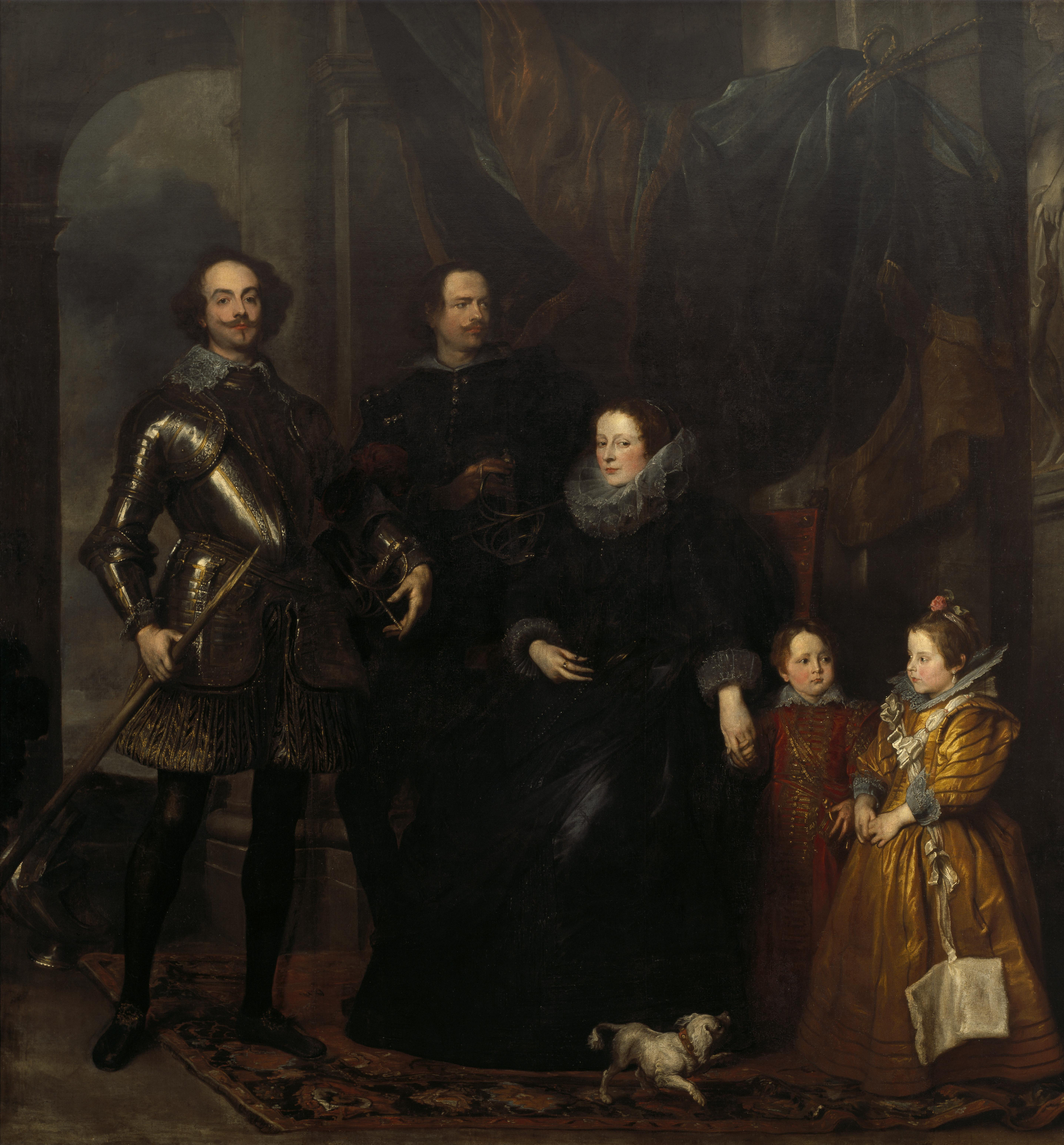
Familjen Lomellini av Anthonis van Dyck.

Scottish National Gallery (till 2012: National Gallery of Scotland) i Edinburgh är Skottlands nationalmuseum för konst.
Museibyggnaden i neoklassisk stil är belägen på the Mound, mellan två delar av stadsparken Princes Street Gardens. Den ritades av William Henry Playfair och invigdes 1859. På the Mound finns också Royal Scottish Academys byggnad. Bägge byggnaderna omskapades 1912 av William Thomas Oldrieve. 

## Samling
Bland de verk som ställs ut på National Gallery of Scotland märks:
- Gian Lorenzo Bernini: Carlo Antonio dal Pozzo
- Sandro Botticelli: Jungfru som den sovande unge Jesus
- Antonio Canova:  skulptur De tre gracerna (utställs i rotation med Victoria and Albert Museum i London)
- Paul Cézanne: De stora träden och Montagne Sainte-Victoire
- Jean Siméon Chardin: Blomstervas
- John Constable: The Vale of Dedham
- Edgar Degas: Porträtt av Diego Martelli
- Anthonis van Dyck: Familjen Lomellini
- Thomas Gainsborough: The Honourable Mrs Graham
- Paul Gauguin: Vision efter predikan
- Francisco de Goya: El Medico
- El Greco: Sankt Jeremias i Penitence
- Claude Monet: Höstackar
- Nicolas Poussin: De sju sakramenten
- Rembrandt van Rijn: Kvinna i sängen och Självporträtt
- Joshua Reynolds: The Ladies Waldegrave
- Georges Seurat: La Luzerne, St-Denis
- Tizian: Venus Anadyomene, Diana och Callisto, Diana och Aktaion och Mannens tre åldrar
- Joseph Mallord William Turner: Somer Hill
- Vincent van Gogh: Olivträd
- Diego Velázquez: Gammal kvinna tillagar ägg
- Johannes Vermeer: Kristus i Martas och Marias hus
- Antoine Watteau: Fêtes vénitiennes